# Gergely Gyertyános
Gergely Gyertyános är en ungersk kanotist.
Han tog bland annat VM-guld i K-4 200 meter i samband med sprintvärldsmästerskapen i kanotsport 2005 i Zagreb.